# Fud Leclerc

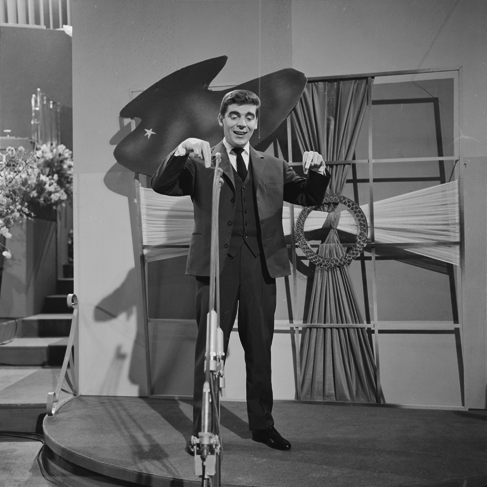
Leclerc beim Eurovision Song Contest 1958

Fud Leclerc (gebürtig: Ferdinand Urbain Dominic Leclerc; * 1924 in Montluçon, Frankreich; † 20. September 2010) war ein belgischer Schlagersänger. Teilweise ist sein Nachname auch als Leclercq gelistet. Sein Künstlervorname Fud wird aus den Anfangsbuchstaben seiner Vornamen gebildet.

## Leben
Er war der erste Sänger in der Geschichte des Contests, der null Punkte erhielt (1962). Er war außerdem Pianist von Juliette Gréco. Nach seiner Karriere als Sänger, Songschreiber und Pianist bereiste er die Welt. Danach arbeitete er als Bauunternehmer und lebte zuletzt in Brüssel.
Viermal vertrat er Belgien beim Eurovision Song Contest:
- 1956: Messieurs les noyés de la Seine (Platzierung unbekannt)
- 1958: Ma Petite Chatte (5. Platz)
- 1960: Mon Amour pour Toi (6. Platz)
- 1962: Ton Nom (letzter Platz)